# Kornowac
Pour les articles homonymes, voir Kornowac (homonymie).
Kornowac est un village de la voïvodie de Silésie et du powiat de Racibórz. Il est le siège de la gmina de Kornowac et comptait 749 habitants en 2008.